# Сколопендра кільчаста
Кільчаста сколопендра (Scolopendra cingulata) — вид губоногих багатоніжок з роду сколопендр, один із найбільш звичайних у Середземномор'ї.

## Поширення
Широко поширений у Південній Європі та в країнах Середземноморського басейну, включаючи Іспанію, Францію, Італію, Грецію, Україну, Туреччину. Також у Північній Африці (Єгипет, Лівія, Марокко, Туніс).

## Опис
Тіло смугасте, чорного і жовто-золотого кольорів, що чергуються. Довжина становить приблизно 10-15 см. Scolopendra cingulata є одним з найменших видів у родині Scolopendridae; її отрута теж не така токсична, як в інших видів сколопендр.

## Природне середовище
Scolopendra cingulata — це риюча тварина, що віддає перевагу темним та вологим місцям, наприклад, таким, як під колодами та в лісовій підстилці.

## Поведінка
Багатоніжка досить швидко бігає, агресивна, здатна атакувати.

## Живлення
Scolopendra cingulata — опортуністичний хижак. Може напасти майже на будь-яку тварину, яка не більше його самого за розміром, від комах до дрібних ящірок.

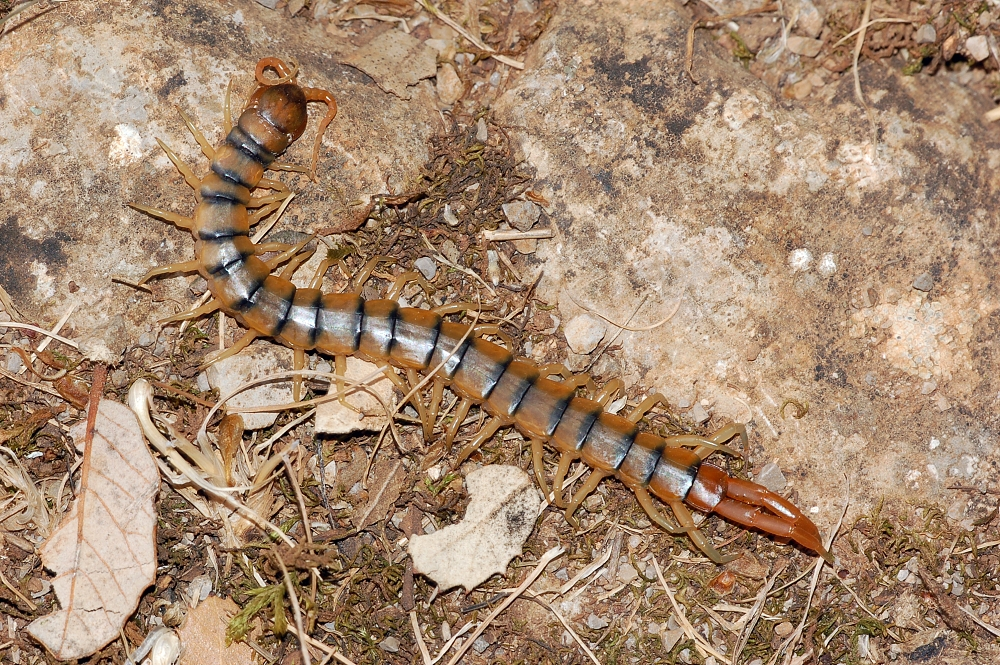
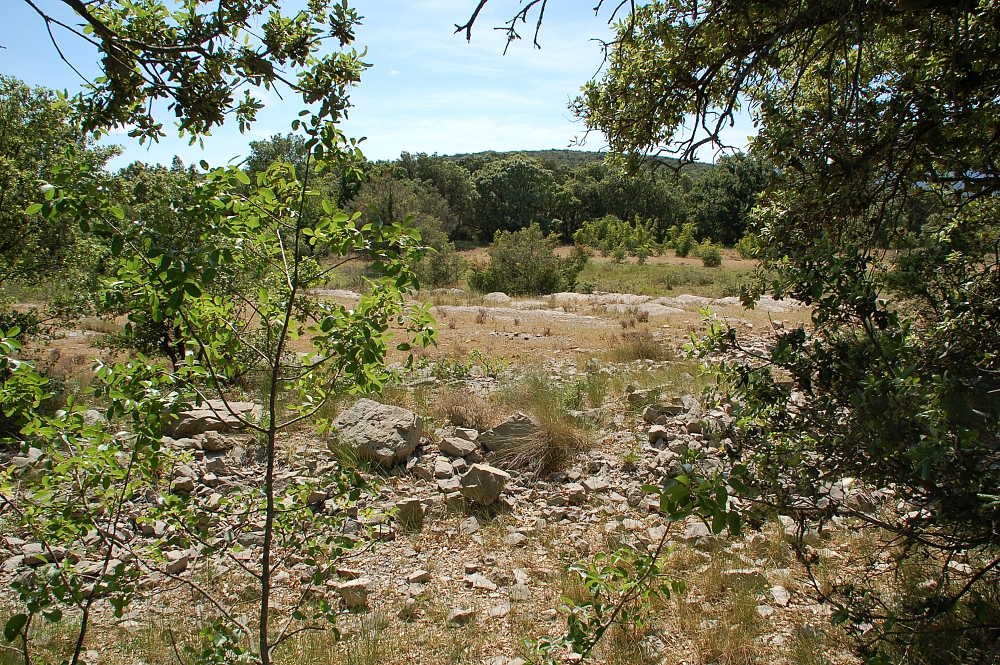
Типове місце існування
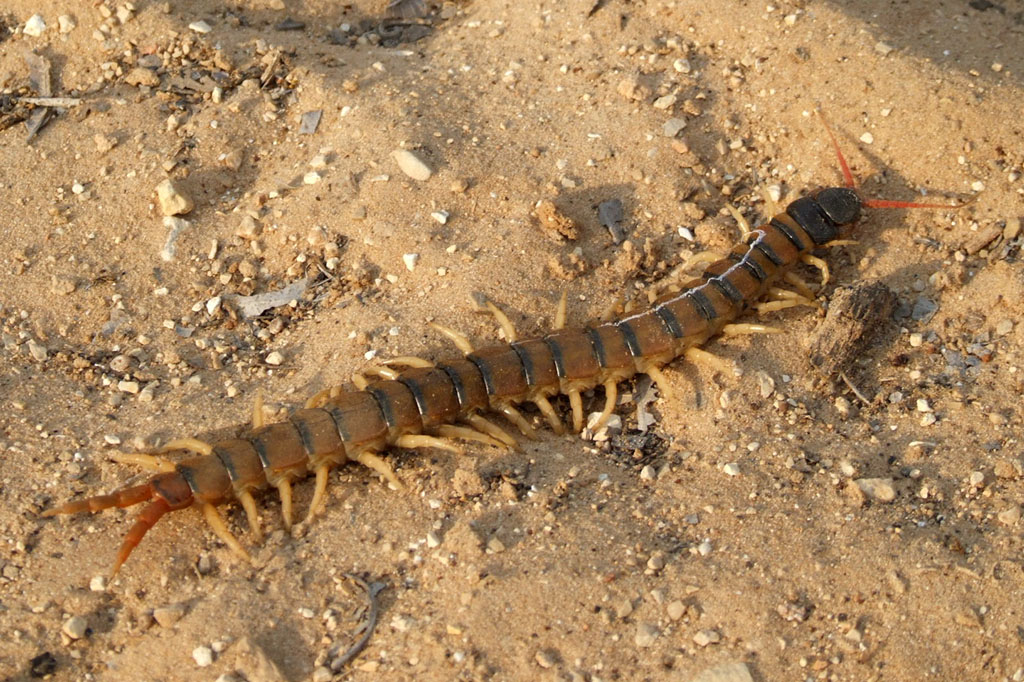
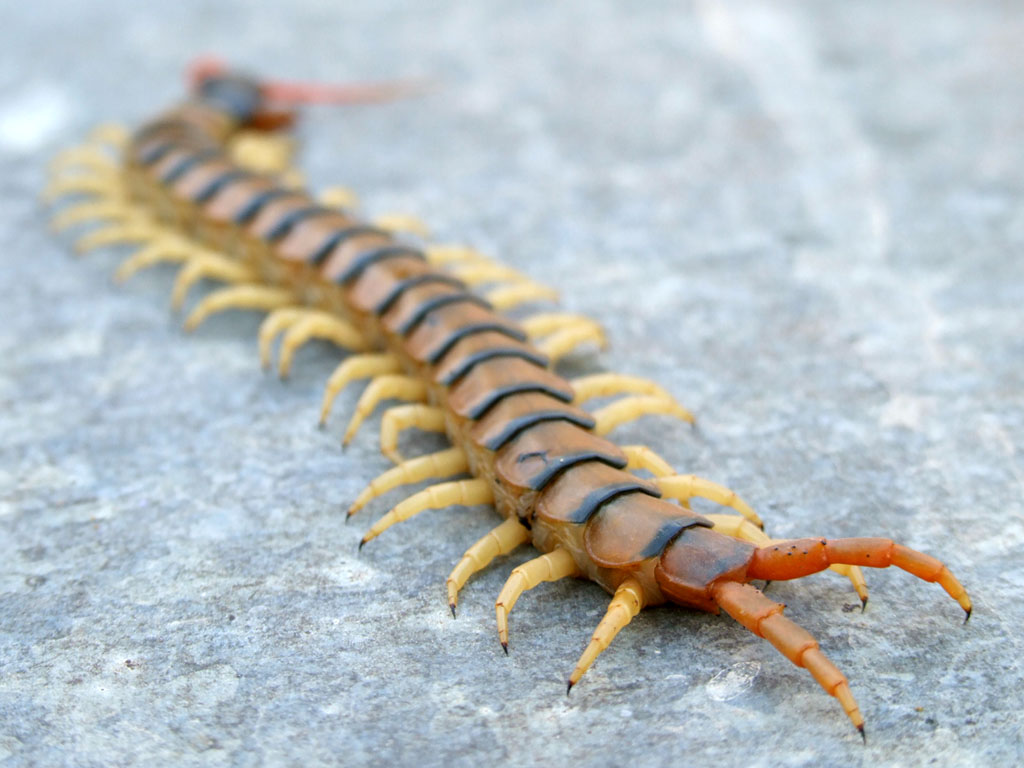
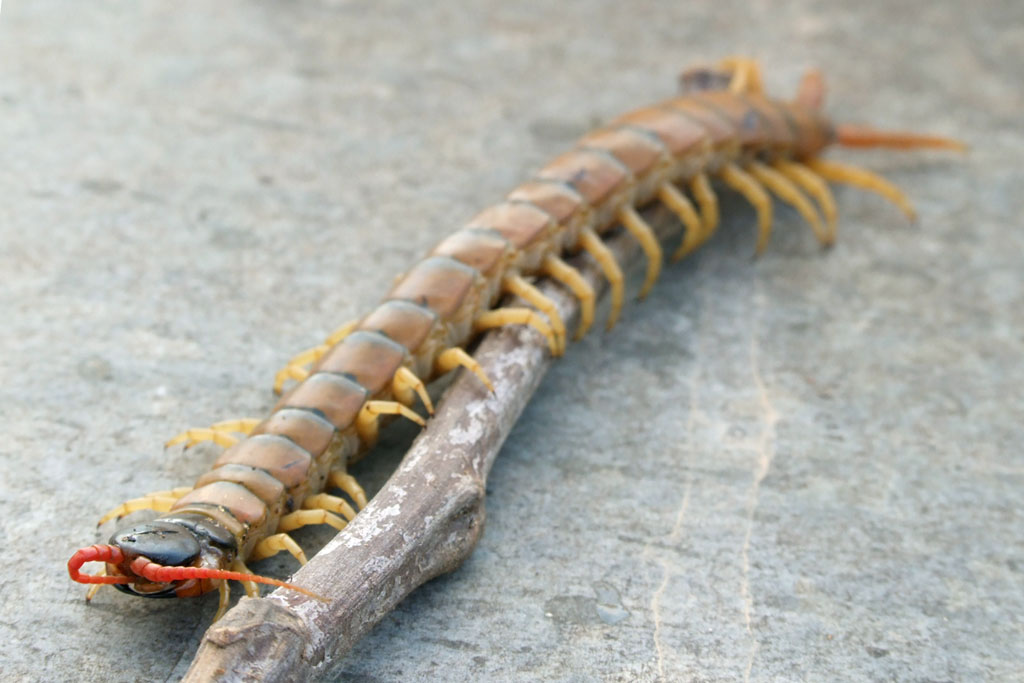
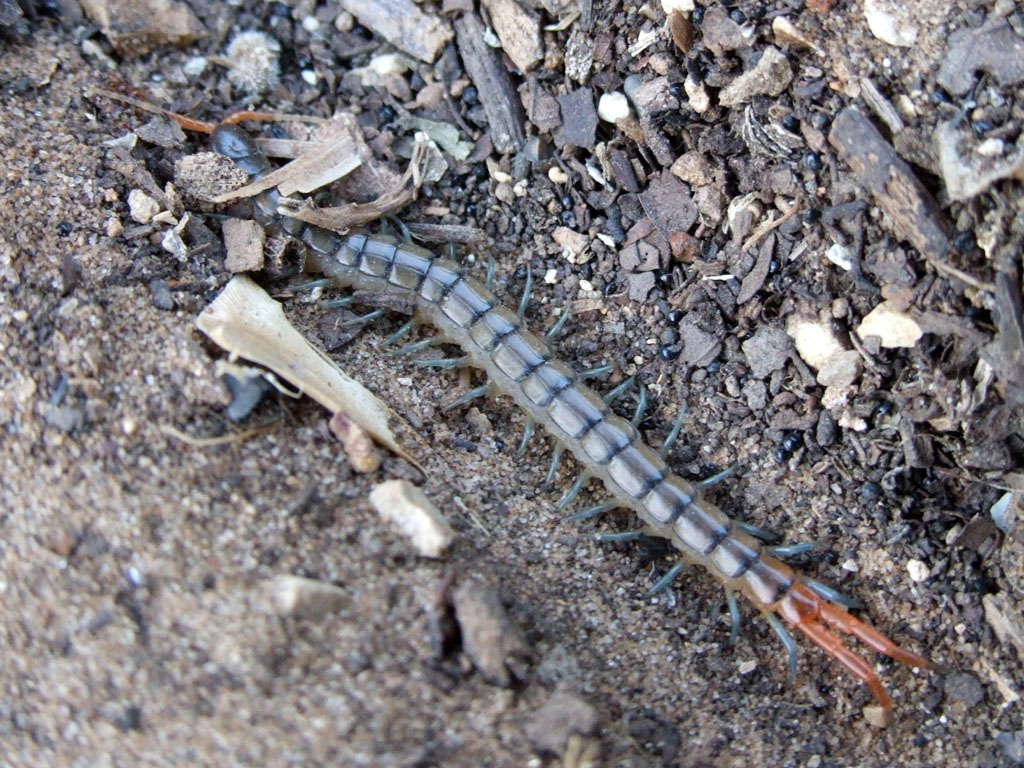